# Síria

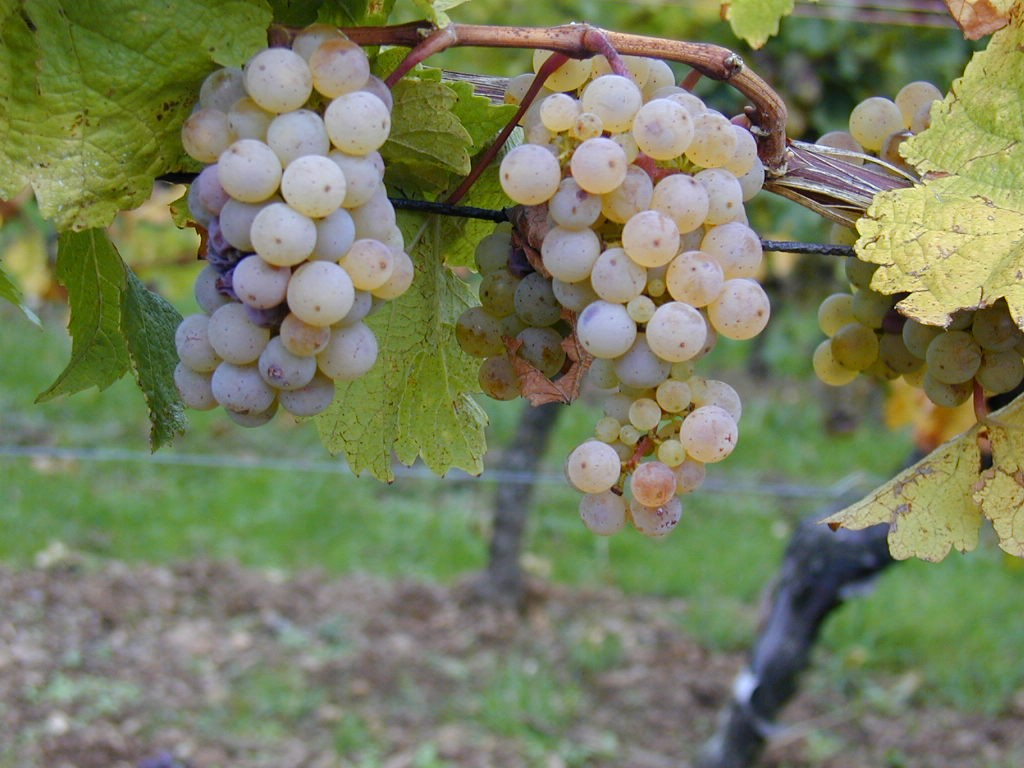
Wit druivenras

De Síria is een witte druivensoort die voorkomt in heel Portugal.

## Geschiedenis
In 1531 werd voor het eerst melding gemaakt van dit ras in de buurt van het stadje Lamego, in het district Viseu in het Douro-gebied in het noorden van Portugal. De naam uit die tijd - Alvaro de Sousa - komt nu niet meer voor.
DNA-onderzoek in 2012 heeft uitgewezen dat het ras Cayetana Blanca - dat zeer veel voorkomt in het zuiden van Portugal - in ieder geval een kruising is van de Síria.

## Kenmerken
Het is een zeer sterke groeier, dus het is absoluut noodzakelijk om fors terug te snoeien zodat het sap naar de druiven wordt geleid en niet in bladeren en stengels blijft zitten. De opbrengst per hectare is in eerste instantie heel hoog - meer dan 60 hl per hectare - maar wordt lager naarmate de wijnstok ouder wordt. Ook voldoende water is van levensbelang voor deze soort, want de wortels gaan niet erg diep, waardoor verbranding mogelijk blijft. Schimmelziektes zoals meeldauw en botrytis komen voor. De oogst is aan de late kant, vanaf midden van september.
Deze druivensoort is controversieel. Voorstanders roemen de druif om zijn aroma's van perzik, meloen en acacia, terwijl de tegenstanders de wijn die van dit ras wordt gemaakt, veel te snel vinden oxideren waardoor de aroma's verdwijnen en de wijn niet ouder kan worden dan hooguit twee jaar. Jong drinken is daarom aanbevolen.

## Gebieden
Deze druif wordt verbouwd van de Algarve in het zuiden tot de Douro in het noorden, op een totaal van bijna 14.000 hectare. In Spanje is 700 hectare aangeplant, voornamelijk in Galicië, Valdeorras, Extremadura, Castilië en León en Castilië-La Mancha.

## Synoniemen[1]
- Alva
- Alva Branco
- Alvadorão
- Alvadourão
- Alvadurão
- Alvadurão do Dão
- Boal
- Cõdega (Douro)
- Cõdega Blanc

- Codiga
- Codo
- Codo ou Síria
- Codo Síiria
- Crato Branco (Algarve)
- Crato Espanhol
- Doña Branca (Spanje)
- Grosse Malvoisie
- Malvasia (Spanje)

- Malvasia Branca
- Malvasia Grossa
- Malvasia Grosso
- Malvazia Grossa
- Roupeiro (Alentejo)
- Roupeiro Cachudo
- Roupeiro de Alcobaca
- Roussna
- Sabra

- Sabro (Algarve)
- Sario
- Tamarez
- Tamarez d'Algarve
- Trebbiano de Toscana
- Uva Gorda
- Uva Grossa
- Vermentino de Corse